# The Colors of My Life
《The Colors of My Life》는 이수영의 정규 6집 앨범이다. 같은 해 1월 발매한 전작 리메이크 앨범 <Classic>이 가요계 시장을 바꿔놓을 정도로 공전의 히트를 친 덕분에 이수영의 다음 앨범에 대한 시장의 기대감은 엄청났다. 이 때문에 이수영은 계획된 일본활동을 모두 철회하고 다시 여름부터 국내 활동을 위한 앨범 작업을 시작했다. 이수영은 ‘이지리스닝’ 음반이 되길 바라는 마음으로 앨범을 만들었다고 하며 전곡에 스트링 세션이 편성되어 퀄리티를 높였다. 이 앨범도 크고 작은 변화들이 있었는데 이수영표 음악의 핵이었던 작곡가이자 프로듀서 MGR이 참여진에 포함되지 않았으며, 그 자리를 당시 이수영의 소속회사 총괄 프로듀서였던 이영기와 작곡가 황성제가 채운 것이다. 전작에서 팬들의 불만을 받았던 과도한 트렌드 수용을 배제하고 다른 쪽으로 변화를 시도했는데 가요에서 금기었던 8분의 6박자 비트가 실험된 스윙이 가미된 타이틀 트랙 <휠릴리>가 대표적이다. 당시에는 부담스럽다는 반응이 많았으나 시간이 흐르고 특유의 강한 곡의 색깔이 아이코닉하여 그녀의 전성기를 상징하는 시그니처곡이 되었다. 보사노바풍 발라드가 시도된 <혼자 짓는 미소>, 일렉트로니카와 CCM이 결합된 <Silent Eyes>와 <Holy Cross Day> 등이 수록된 이수영의 위치를 알 수 있는 작품.

## 개요
전체적으로 듣기 부담없고 편안한 분위기의 곡들로 채워져 있다. 판매량 면에서는 34만장이라는 판매고를 올렸으나 구매자들의 반응은 좋다기보다는 아쉽다, 기대 이하이다라는 의견들이 종종 보였다. 전 앨범에서 빠른 비트의 곡을 여러 곡 수록했던 것에 비해 이 앨범에서는 라틴풍과 디스코풍을 결합한 음악으로 〈You Want Me〉 하나만을 수록하고 다른 곡들은 편안한 곡들을 수록해 앨범의 전체적인 색이 어떠한지는 분명히 보여주었다. 〈Silent Eyes〉는 웅장한 CCM곡이며 Outro의 이름 또한 〈Holy Cross Day〉로 종교적 색채가 가미되었다.
한편 수록곡들 가운데 〈그는 알았을까..〉는 5집에 수록되었던 〈모르지〉와 너무나도 흡사하다는 반응이 있었다. 실제로 두 곡의 작곡가는 모두 심현보였다. 
반면 본 앨범의 경우 인터넷 스트리밍 사이트나 라디오에서의 반응은 판매량만큼의 힘을 보여주지는 못했다. 〈순간〉과 〈이별 후 愛 이별〉은 후속곡으로 절대적인 지지를 받기도 했다.
이 앨범의 타이틀곡인 〈휠릴리〉는 사실 당시에도 〈라라라〉나 〈덩그러니〉에 비할만한 인기가 아니었고, 팬들 역시 이수영에게 매너리즘이 왔다고 할만큼 굉장히 기대 이하인 곡이었다.
6집 음반은 1주일만에 판매량이 20만장을 훌쩍 넘어서 전작을 뛰어넘을 것으로 예상되었지만 초동에만 강했고 4집이나 5집, 특히 5.5집처럼 꾸준히 판매가 되지는 못했다.
역시 다른 앨범들처럼 이 앨범도 DVD를 포함한 리미티드 에디션이 발매되었는데 부클렛이 삽입되지 않는 대신 DVD에서 포토갤러리를 제공하고 있다. 

### 주요 곡 소개 (타이틀곡 제외)

#### 〈이별후 愛 이별〉
이수영이 국내 최고작곡가인 김형석에게 간곡하게 부탁한 끝에 받게 된 곡

#### 〈2004 그리고... (Interlude)〉
뜬금없이 2집 수록곡인 〈스치듯 안녕〉의 Interlude가 제목만 바뀌어서 재탕하는 식으로 삽입되었다.

#### 〈꽃〉
당시 같은 소속사 가수였던 Simply Sunday(심플리 선데이)가 작곡한 곡. 추후 2005 스페셜 앨범의 타이틀곡으로 쓰인다.

#### 〈JR2076932〉
뭔가 엄청난 의미를 내포하고 있는 곡으로 생각되는 제목이지만 일단 휠릴리의 연주음악 버전이고 제목은 당시 이수영의 기획사 이가엔터테인먼트의 대표 이도형의 여권번호라고 한다.(JR은 종로.) 
하지만 이수영은 이 곡에 대해 매우 불만인 듯한 늬앙스로 한 라디오 프로그램에 나와서 인터뷰를 했었다.
때문에 이수영 본인의 의사보단 회사 대표의 의사대로 지금까지 앨범들이 만들어졌음을 알 수 있는 대목이다.

## 첫 번째 싱글
첫 번째 싱글 〈휠릴리〉는 가요에서는 자주 쓰이지 않는 6/8박자의 곡이다. 전체적으로 비트감 있고 빠르게 전개되는 이 곡은 코러스와 이수영의 목소리가 조화를 잘 이루었다는 평을 받았으나 라이브 무대에서는 코러스가 너무 과하게 사용되어 이수영의 목소리가 묻힌다는 반응도 있었다. 그 와중에 이 곡으로 방송활동을 시작함과 동시에 각종 순위 차트를 휩쓸었다. 
애초 이 곡의 경우 피리 소리인 '휠릴리'라는 곡 제목에 걸맞게 하림의 아이리시 휘슬 연주가 더해져 노래에 들어갈 예정이었으나, 애절한 느낌이 다소 덜해진다는 이유 때문에 앨범에 수록된 노래에서는 그 부분을 없애고 스트링 세션으로 노래의 절반 가량을 채웠다. 대신 김형석이 작곡한 같은 음반의 수록곡 〈이별 후 愛 이별〉에 해당 악기의 연주가 삽입되었다.
또한 〈휠릴리〉 후렴구의 일부 멜로디가 7집 첫 번째 싱글 "Grace"에 편곡되어 사용되기도 했다.

## 두 번째 싱글
두 번째 싱글 "Andante"는 앨범 발매 전 이미 두 번째 싱글로 내정되었던 곡으로서, 제목 그대로 매우 느린 분위기의 곡이다. 이수영은 무슨 이유에서인지는 모르나 두 번째 싱글 활동을 하지 않았으며, "Andante"는 수록곡인 〈순간〉과 〈이별 후 愛 이별〉 외 등등의 곡들보다 못하다는 평을 받았다.

## 뮤직 비디오

### 〈휠릴리〉
제작 전부터 신하균, 한지혜 등의 유명배우와 수 억에 이르는 막대한 제작비, 그리고 뉴질랜드에서 촬영되는 화려한 볼거리 등으로 화제가 되었다. 뮤직비디오의 전체적인 내용은 남녀의 삼각관계를 다룬 내용이다. 두 싱글의 뮤직비디오로 1, 2편으로 나뉘어 제작되었으며 DVD에서는 약 20분 분량의 풀 버전의 비디오가 담겨 있다.

### 〈Andante〉
〈Andante〉의 경우 TV 방송용이 새롭게 제작되었다. 이 뮤직비디오는 이수영이 주연을 맡았으나 그녀가 홀로 방 안을 돌아다니며 기존 뮤직비디오 주인공들의 빛바랜 사진들을 보고, 그 모습들이 영상으로 나오는 내용이라 사실상 이수영은 얼마 출연하지 않았다. 따라서 완전히 새롭게 제작되었다기보다는 약간의 편집이 이루어졌다고 할 수 있다.

## 참고 사항
이수영에게 골든디스크 대상과 10대 가수 가요제 대상을 안겨준 타이틀곡 〈휠릴리〉가 수록된 앨범으로 알려져 있는데, 사실 당시 심사기준표를 보아도 알 수 있듯이 이수영은 6집 음반으로 대상을 수상한 것이 아니라 그 해 1월 발매했던 리메이크 앨범 《Classic》의 판매량으로 2개의 시상식에서 대상을 수상했다고 봐야 한다. 참고하자면 이것은 암암리에 팬들만이 알고 있는 사실이다.

## 수록곡
| #             | 제목                       | 작사           | 작곡          | 편곡          | 재생 시간 |
| ------------- | -------------------------- | -------------- | ------------- | ------------- | --------- |
| 1.            | September (Intro)          |                | 황성제        | 황성제        | 1:47      |
| 2.            | 순간                       | 윤사라         | 황성제        | 황성제        | 4:47      |
| 3.            | Andante                    | 심현보         | 심현보        | 신민          | 4:13      |
| 4.            | 휠릴리                     | 조은희         | 황성제        | 황성제        | 4:20      |
| 5.            | 너도 그런지..              | 이수영         | 김민수        | 김민수        | 4:23      |
| 6.            | 이별 후 愛 이별            | 조은희         | 김형석        | 김형석        | 4:17      |
| 7.            | 겁쟁이                     | 최갑원         | 김도훈        | 이영기        | 4:14      |
| 8.            | 2004 그리고... (Interlude) |                | 박인영        | 박인영        | 0:37      |
| 9.            | 꽃                         | 이수영         | Simply Sunday | 이영기        | 4:29      |
| 10.           | 혼자 짓는 미소             | 레인 (정진선)  | 안성일        | 안성일        | 4:23      |
| 11.           | 그는 알았을까..            | 심현보         | 심현보        | 심현보        | 4:03      |
| 12.           | You Want Me (Feat. ERIC)   | Sam Lee        | Sam Lee       | Sam Lee       | 3:59      |
| 13.           | 기억뿐인 곳에서..          | 이지은         | 심상원        | 심상원        | 3:44      |
| 14.           | Jr2076932                  |                | 황성제        | 황성제        | 1:51      |
| 15.           | Silent Eyes                | 이수영, 황성제 | 황성제        | 황성제        | 5:27      |
| 16.           | Holy Cross Day (Outro)     | -              | 황성제        | 황성제        | 1:07      |
| 17.           | I Believe (Japanese Ver.)  | -              | MGR           | MGR, 황성제   | 4:53      |
| 총 재생 시간: | 총 재생 시간:              | 총 재생 시간:  | 총 재생 시간: | 총 재생 시간: | 62:34     |

DVD
- Music Drama
- I 휠릴리
- II Andante

- Special Feature-
- 수영이의 "평화의 전당" 콘서트 [2004년 2월 7일 - 경희대학교 서울캠퍼스 평화의전당]
- 수영이의 "일본 생활 일기"
- 수영이의 "자켓 촬영 현장"
- Making of Music Video
- 수영이의 Photo Gallery

## 차트 기록
〈휠릴리〉
| 순위 | 7 | 2 | 1 | 2 | 1 | 1 | 1 | 2 | 3 |

〈Andante〉
| 순위 | 6 | 9 | 15 | 23 |